# Enrique Romero-Nieves
Enrique Romero-Nieves (ur. w Culebra, zm. 26 października 1952) – amerykański wojskowy, żołnierz Korpusu Piechoty Morskiej Stanów Zjednoczonych służącym podczas wojny w Korei. Za swój heroizm podczas bitwy odznaczony został później Krzyżem Marynarki Wojennej.

## Wczesne lata
Enrique Romero-Nieves urodził się w Culebrze w Portoryko i  wraz ze swoimi rodzicami mieszkał na Wyspach Dziewiczych Stanów Zjednoczonych w miejscowości Frederiksted, gdzie uczęszczał do szkoły. Dnia 8 listopada 1951 roku dołączył do Korpusu Piechoty Morskiej Stanów Zjednoczonych i został wysłany do obozu dla rekrutów w oddziale na Parris Island w Karolinie Północnej (Marine Corps Recruit Depot Parris Island), gdzie przyłączono go do Kompanii A 1 Batalionu 7 Piechoty Morskiej.

## Odznaczenie Krzyżem Marynarki Wojennej
Enrique Romero-Nieves został uhonorowany Krzyżem Marynarki Wojennej za wyjątkowy heroizm podczas wojny koreańskiej, kiedy to służył Piechocie Morskiej Stanów Zjednoczonych w charakterze dowódcy kompanii. Dnia 26 października 1952 roku zasłużył się w akcji przeciwko wrogim siłom wojskowym na terenie Republiki Korei, kontynuując operację mimo nieobecności sierżanta i komandora kompanii, którzy zostali ranni podczas akcji, a następnie ewakuowani. Starszy szeregowy Romero-Nieves, nie zważając na zwiększoną siłę ognia, uzbrojony jedynie w granaty ręczne, wyruszył w kierunku zajmowanego przez wroga bunkra. Zdobywszy obiekt został poważnie ranny w wyniku wybuchu zdetonowanego przez przeciwnika granatu, który uczynił jego lewę ramię niezdolnym do ruchu. Mimo odniesionych obrażeń kontynuował akcję, wyciągając zawleczkę granatu klamrą od paska i uśmiercając w ten sposób sześciu wrogich żołnierzy, co znacząco zwiększyło szansę drużyny na odzyskanie przejętego przez przeciwnika terenu.

## Odznaczenia wojskowe
Enrique Romero-Nieves za swoje zasługi wojskowe otrzymał następujące odznaczenia:
- Krzyż Marynarki Wojennej
- Purple Heart
- National Defense Service Medal
- Korean Service Medal
- Medal ONZ za służbę w Korei

## Dziedzictwo
102 Posterunek Legionów Amerykańskich  w Saint Croix na Wyspach Dziewiczych Stanów Zjednoczonych został oznaczony nazwiskiem szeregowego i funkcjonuje jako #102 Posterunek im. Enrique Romero-Nieves'a.